# Camptocladius petiolatus
Camptocladius petiolatus är en tvåvingeart som beskrevs av Jean-Jacques Kieffer 1917. Camptocladius petiolatus ingår i släktet Camptocladius och familjen fjädermyggor.
Artens utbredningsområde är Paraguay. Inga underarter finns listade i Catalogue of Life.